# On me recherche
Singles de Johnny Hallyday
Ceux que l'amour a blessés
(1970) Deux amis pour un amour
(1970)
On me recherche est une chanson de Johnny Hallyday, diffusée en 45 tours le 25 avril 1970. Face B du single Jésus Christ, elle est écrite par les mêmes auteurs, Eddie Vartan pour la musique et Philippe Labro pour le texte.

## La chanson
« Johnny Hallyday dans la peau d'un truand ».
Le thème n'est pas vraiment nouveau pour le chanteur, déjà en 1964 et 1965, avec les chansons Le pénitencier et Toi qui t'en vas, il évoque la délinquance juvénile puis le quotidien d'une maison d'arrêt. En 1966 avec Je me suis lavé les mains dans une eau sale, il se fait délinquant et se laisse entrainer dans son premier hold-up, espérant échapper à sa condition sociale...
Avec On me recherche on change de catégorie dans la dangerosité, le voilà gangster et dans la peau d'un ennemi public en cavale, avide de vengeance et traqué par toutes les polices de France :
« J'avais trois copains de cavale / Un salaud les a donnés / Ils pourrissent en centrale / Et j'ai juré de les venger »
Le propos n'est pas tendre avec les forces de l'ordre : « Mon visage et mes empreintes sont diffusés chaque jour par des gendarmes qui pointent leurs sales gueules aux carrefours » ; l'irrévérence aurait pu susciter la polémique, mais celles qu'engendres le titre Jésus Christ focalisent les attentions et le trait ne sera pas relevé.
Au-delà de la froide agressivité du personnage, pointe le désarroi, la quête de repère, d'un refuge : « Quelque part dans un village, y a trois planches et quatre murs, une petite vieille et un petit vieux, qui me cacheront c'est sûr », car, il le sait, ce Road movie musicale, le conduit irrémédiablement vers une mort violente :
« On me recherche à Créteil / [...] / dans les faubourgs de Marseille et les clandés de Saint-Malo / [...] / On me cherche à Besançon, On me cherche à Montpellier, s'ils veulent toucher ma rançon, faudra d'abord me tuer... »
(paroles Philippe Labro, extraits)

## Discographie
- 25 avril 1970 : 45 tours Philips 6009042 : Jésus Christ - On me recherche

## Réception
Le 45 tours Jésus-Christ (sur lequel On me recherche est en face B) se classe n°1 des ventes en France durant 4 semaines au mois de juin et s’écoule à plus de 400 000 exemplaires.